# Althann Mihály János (1710–1778)
Gróf Althann Mihály János (Barcelona, Spanyol Királyság, 1710. április 5. – Bécs, 1778. december 16.), aranysarkantyús vitéz, kamarás, királyi tanácsos, császári pohárnokmester, istállómester, Zala vármegye főispánja, nagybirtokos.

## Élete
Az előkelő birodalmi arisztokrata gróf Althan család sarja. Édesapja gróf Althann Mihály János (1679–1722), édesanyja Maria Anna Giuseppina Pignatelli (1689–1755) volt.
Édesapjától örökölte a hatalmas csáktornyai uradalmat, amelyet III. Károly magyar király 1719. május 25-én adományozott neki. A 12 éves árva Althann Mihály János nagykorúságáig, 1733-ig Batthyány Lajos gróf főispáni adminisztrátorként irányította Zala vármegyét. 1733. január 8-án III. Károly magyar király zalai főispánná nevezte ki a 22 éves gróf Althann Mihály Jánost. Hivatalosan a Zala vármegye főispáni címet 1721. október 2-ától haláláig, 1778. november 23-áig viselte.
A Mária Terézia kori úrbérrendezés összeírásában gróf Althann Mihály János összesen 96 úrbéri földbirtokkal rendelkezik Zala vármegyében, amely 28256 úrbéri holdat alkot; másrészt, 1961 jobbágya, 1767 zsellére és 145 házatlan cselédje van az igen tehetős arisztokratának.
Nevéhez fűződik a vármegye székhelyének végleges megteremtése Zalaegerszegen, valamint a kursaneci erdőben felállított Zrínyi emlékmű.

## Házasságai és gyermekei
Feleségül vette 1733-ban Agnes von Promnitz (1712–1739) grófnőt, akitől 6 gyermek született. Halála után, 1740. május 2-án Bécsben Maria Josefa Kinsky (1724–1754) grófnővel házasodott meg, aki 5 gyermekkel áldotta meg őt. A harmadik felesége báró Maria Josefa von Barwitz von Fernemont (Schlawa, Porosz Királyság, 1725. június 4.–Bécs, 1758. szeptember 21.) lett, akinek a szülei Johann von Barwitz von Fernemont és Marie Josefa von Wilczek (1701–1735) voltak; a házasságot 1754. november 19-én kötötték. Althann Mihály János gróf és báró Maria Josefa von Barwitz von Fernemont a házasságából született:
- gróf Althann Mihály József (1756–1800), Zala vármegye főispánja. Neje gróf Maria Philippina von Nimptsch (1759–1796).
- gróf Althann Mihály János Nepomuk (1757–1815), Zala vármegye főispánja, szabadkőműves.
- gróf Althann Maria Anna Karolina (1758–1838). Férje gróf Emanuel Anton Grundemann von Falkenberg (1754–1829).

A negyedik feleségét, Maria Christina Juliana von und zu Wildenstein (1727-1794) grófnőt, 1758-ban vette el. A frigyből származott:
- gróf Althann Mihály Ferenc Antal (1760–1817). Felesége gróf németújvári Batthyány Eleonóra (1760–1831)
- gróf Althann Mihály Miksa Ferenc (1769–1834).
- gróf Althann Maria Jakoba (1761–1836). Férje gróf Gioacchino Alessandro Rossi.
- gróf Althann Marie Leopoldine (1764–1812). Férje gróf Johann Adam von Abensperg und Traun (1761–1843).
- gróf Althann Maria Alojzia (1766–1834). Férje gróf Johann Ferdinand zu Hardegg auf Glatz und im Machlande (1773–1818).